# Mya (időegység)
A mya (vagy m.y.a.) időegység, az angol „million years ago”, azaz „millió évvel ezelőtt” kifejezés rövidítése.
A tudományos szakirodalomban helyette már inkább a mega-annum összetett szó rövidítését használják (Ma).
Mint az ugyancsak kiszorulóban lévő bya („billion years ago”, azaz „milliárd évvel ezelőtt”) rövidítés, a mya is kis kezdőbetűvel írandó.